# Kim Yoo-ri
Kim Yoo Ri (en hangul, 김유리; 29 de agosto de 1984) es una actriz surcoreana. Ha participado en dramas tales como Cheongdam-dong Alice (2012), Master's Sun (2013) y Kill Me, Heal Me (2015).

## Filmografía

### Películas
| Año  | Título       | Rol |
| ---- | ------------ | --- |
| 2006 | Girl by Girl |     |
| 2010 | Secret Love  |     |

### Series de televisión
| Año  | Título                       | Rol                      | Canal   | Ref.  |
| ---- | ---------------------------- | ------------------------ | ------- | ----- |
| 2006 | As the River Flows           | Soon Geum                | KBS 1TV |       |
| 2009 | The Road Home                | Han Soo Mi               | KBS 1TV |       |
| 2010 | Coffee House                 | Barista (cameo)          | SBS     |       |
| 2011 | I Believe in Love            |                          | KBS 2TV |       |
| 2011 | Royal Family                 | Go Eun                   | MBC     |       |
| 2011 | Indomitable Daughters-in-Law | Im Ji Eun                | MBC     |       |
| 2011 | Dear My Sister               | Song Geum Joo            | KBS 2TV |       |
| 2012 | Cheongdam-dong Alice         | Shin In Hwa              | SBS     |       |
| 2013 | Master's Sun                 | Tae Yi Ryung             | SBS     |       |
| 2014 | The Full Sun                 | Seo Jae In               | KBS 2TV |       |
| 2015 | Kill Me, Heal Me             | Han Chae Yeon            | MBC     |       |
| 2015 | Beloved Eun-dong             | Jo Seo Ryung             | jTBC    |       |
| 2016 | Marriage Contract            | Seo Na-yoon              | MBC     |       |
| 2019 | The Nokdu Flower             | Seguidora de la Revuelta | SBS TV  |       |
| 2019 | Item                         | Han Yoo-na               | MBC     |       |
| 2020 | 18 Again                     | Ok Hae-in                | JTBC    |       |
| 2023 | Numbers                      | Jang Ji-soo              | MBC     | [ 4 ] |

### Aparición en programas de variedades
| Año  | Título      | Notas              |
| ---- | ----------- | ------------------ |
| 2015 | Running Man | Invitada (Ep. 244) |

### Aparición en videos musicales
- 2011: «Endless Love» de J-Cera

## Premios y nominaciones
| Año  | Premio               | Categoría            | Trabajo Nominado                   | Resultado |
| ---- | -------------------- | -------------------- | ---------------------------------- | --------- |
| 2013 | 2nd APAN Star Awards | Mejor nueva actriz   | Cheongdam-dong Alice, Master's Sun | Ganadora  |
| 2013 | SBS Drama Awards     | Mejor nueva estrella | Cheongdam-dong Alice, Master's Sun | Ganadora  |
| 2014 | 3rd APAN Star Awards | Mejor vestida        | Ella misma                         | Ganadora  |